# (33217) Bonnybasu
1998 FJ97 (asteroide 33217) é um asteroide da cintura principal. Possui uma excentricidade de 0.06627790 e uma inclinação de 8.84066º.
Este asteroide foi descoberto no dia 31 de março de 1998 por LINEAR em Socorro.